# Xysticus acquiescens
Xysticus acquiescens is een spinnensoort uit de familie van de krabspinnen (Thomisidae).
De wetenschappelijke naam van de soort werd in 1919 gepubliceerd door James Henry Emerton.